# Hermann Bohlen
Hermann Bohlen (* 4. April 1963 in Celle) ist ein Autor und Produzent von Hörspielen und Hörstücken. Bohlen studierte von 1986 bis 1992 Sinologie in Hamburg, Berlin und Shanghai. Schon während seines Studiums entstanden seine ersten Hörspiele, seit 1995 arbeitet er als freier Hörspielmacher.

## Leben
Bohlens frühe Stücke wie Gekaut!! (Bis es von alleine herunterläuft) (1990) und Die Wauwautheorie (1995) spielen mit Sprachklängen und zeigen ein pataphysisches Interesse an Sprachphilosophie. Gekaut!! porträtiert den Lebensreformer Horace Fletcher in einer Kunstsprache aus Deutsch, Plattdeutsch, Englisch, Chinesisch und Französisch; Wauwautheorie handelt von der Onomatopoesie.
Mit Prozedur 7.7.0 (1996) nutzt Bohlen – in der Tradition des von Orson Welles als Radioreportage inszenierten Hörspiels Krieg der Welten – das Originalton-Hörspiel als Fake. Bohlens Stück stellt eine Welt vor, in der Kommunikationsverweigerern zur Identifizierung Transponder-Chips implantiert werden. Wie in fast allen seinen Hörspielen sprechen auch in diesem ausschließlich Laien. „Obwohl der Manipulationsaufwand gewaltig ist, geht Bohlen damit über manchen Versuch der scheinbar transparenten Wahrheitsfindung im dokumentarischen O-Ton-Hörspiel hinaus, mit dessen gattungsspezifischen Voraussetzungen er virtuos spielt.“
In’ Sack hau’n (1996) funktioniert „als Simulation (oder als Fake) von Interaktivität. (…) Figuren aus (der) Erzählung sowie Literaturtelefon-Nutzer kommentieren und kritisieren (die) Erzählung“.
In Sag doch auch mal was oder Das Luxurieren der Bastarde (1998) montiert Bohlen auf Flohmärkten und anderswo gefundene private Tonaufzeichnungen und entwirft so ein „faszinierendes, 50-minütiges Panorama einer Übergangszeit zwischen dem langsam verblassenden Krieg und allmählich heraufziehendem Pop“. Ganz ähnlich verfährt er in Onager (2004), wenn er hier auch eher kammerspielhafte Situationen schafft.
Waren alle seine Stücke seit Prozedur 7.7.0 nach Anweisungen des Autors improvisiert, arbeitet er in Gräser fliegen nur noch selten (2005) erstmals wieder mit einem Produktionsmanuskript. Die Süddeutsche Zeitung nannte dieses Hörspiel den „bisherigen Höhepunkt seines Schaffens“. Bohlens „Ich-Erzähler wirkt wie ein Wiedergänger Robert Walsers, der durch George Orwells 1984 spaziert“.
Im Jahr 2000 konzipierte und präsentierte Bohlen den Plopp-Wettbewerb für unabhängige Hörspielmacher an der Berliner Akademie der Künste, zu deren Mitglied er im Jahr 2009 ernannt wurde.
Sein Hörspiel Lebensabend in Übersee, WDR 2014, wurde für den Prix Italia 2015 und den Hörspielpreis der Kriegsblinden nominiert.

## Werke
Liste der Hörspiele und Hörstücke:
- Percy Stuart entgeht der Handgranate, Radio 100, 1988, 55 Min. (zusammen mit Stefan Ripplinger und Holger Wilke)
- Dialoge aus der Hölle der Corporate Identity, Radio 100, 1989, 45 Min. (zusammen mit Stefan Ripplinger)
- Gekaut!! (Bis es von alleine herunterläuft), Radio 100, 1990, 52 Min. / Südwestrundfunk, 1998, 20 Min.
- Gerüst & Verbrechen, RIAS, 1991, 30 Min.
- Die Wauwautheorie, Deutschlandradio Kultur, 1991, 34 Min. (zusammen mit Frieder Butzmann, auch als CD erschienen)
- Prozedur 7.7.0, Sender Freies Berlin, 1996, 33 Min.
- Rin in die Kartoffeln, raus aus die Kartoffeln (Supplement zu Prozedur 7.7.0), Deutschlandradio Kultur, 1996, 22 Min.
- In’ Sack haun, WDR, 1996, 54 Min.
- Hörspiele und andere Geräusche in der Popmusik. Eine Recherche, Eigenproduktion, 1997, 24 Min.
- Trainieren Sie selbst?, Südwestrundfunk, 1997, 24 Min.
- Sag doch auch mal was! Oder Das Luxurieren der Bastarde, DLR Berlin, 1998, ca. 50 Min. Auch als LP erschienen.
- Alles unter Kontrolle, Saarländischer Rundfunk, 1999, ca. 13 Min.
- Hirsche rufen Jäger, Jäger Hirsche, Eigenproduktion, 2001, ca. 35 Min.
- Hirsche im Gespräch (Supplement zu Hirsche rufen Jäger … ), Eigenproduktion, 2001, 28 Min.
- Im Expertenmodus (Systemsparkasse), Eigenproduktion, 2002, ca. 4 Min.
- Nicht nur in Süddeutschland, Eigenproduktion, 2003, 12 Min. (zusammen mit Jürgen Eckloff)
- Onager. Eine dreiteilige Entdeckungsreise in die Welt der fünfziger Jahre, Teil 1: Traurige Tiere, Teil 2: Maria fang an, Teil 3: Frage Nummer eins, Radio Bremen/Rudolf-Alexander-Schröder-Stiftung, 2004, 60 Min.
- Gräser fliegen nur noch selten, Südwestfunk 1949–1954/Südwestrundfunk 2005, ca. 53 Min.
- Ich bin gar nicht gegen die Realität, im Gegenteil, 2007, vierstündiges, von allen Anstalten der ARD simultan gesendetes Programm zu Günter Eich.
- Ich sag jetzt gar nichts mehr. Günter Eich im Gespräch, Deutschlandradio Kultur, 2008, ca. 29 Min.
- Alfred C. Aus dem Leben eines Getreidehändlers, Deutschlandradio Kultur/Hessischer Rundfunk, 2012, ca. 57 Min.
- Lebensabend in Übersee, WDR 2014, Länge 52'58 Min.
- Die Sprache der Wildschweine: Schweine-Heinz, Deutschlandfunk Kultur, 2017, 49'37.[7]
- Tote Winkel – Dem Irrsinn des Straßenverkehrs auf der Spur, WDR 2019, 51'20.
- Der Home-Officer, 5-teilige Serie Deutschlandfunk Kultur, 2020, 44'28
- Hahnenkampf in Quitzow, 2-teiliges Hörspiel, RBB 2021, 36'46 und 46'16
- Furzknochen – Familienaufstellung in fünf Positionen, SWR 2022
- Quitzow auf dem Trockenen, 2-teiliges Hörspiel, RBB 2023, 54'55 und 39'06
- Moetteli - Eine Begegnung mit künstlicher Intelligenz, SRF 2024. 56'29

## Auszeichnungen
- 1997 Hörspielpreis der Akademie der Künste für Prozedur 7.7.0
- 1997 Hörspiel des Monats Januar für In’ Sack hau’n
- 2004 Hörspiel des Monats Juli für Onager
- 2009 Ernennung zum Mitglied der Akademie der Künste
- 2012 Deutscher Hörspielpreis der ARD für Alfred C. – Aus dem Leben eines Getreidehändlers, Regie: Judith Lorentz.
- 2015 Finalist beim Hörspielpreis der Kriegsblinden mit  Lebensabend in Übersee